# Tetanolita
Tetanolita là một chi bướm đêm thuộc họ Erebidae.

## Các loài
- Tetanolita borgesalis Walker, 1859
- Tetanolita floridana J.B. Smith, 1895
- Tetanolita hermes Schaus, 1916
- Tetanolita mynesalis Walker, 1859
- Tetanolita mutatalis Möschler 1890
- Tetanolita negalis Barnes & McDunnough, 1912
- Tetanolita palligera J.B. Smith, 1884